# Svebølle
Svebølle er en stationsby på Nordvestsjælland med 2.288 indbyggere  (2024), beliggende i Aunsø Sogn ca. 10 kilometer øst for Kalundborg ved Nordvestbanen og Skovvejen (Primærrute 23). Byen ligger i Kalundborg Kommune og tilhører Region Sjælland.
Svebølle var tidligere den største by i den nu nedlagte Bjergsted Kommune; næststørst var Havnsø.
Svebølle Skole har ca. 300 elever fra børnehaveklassen til og med 9. klasse . I Svebølle findes også en børnehave og en sports- og idrætshal, der blandt andet huser Viskinge Badmintonklub, Viskinge Gymnastikforening og Bjergsted Håndboldklub. Svebølle Stadion består også af flere store fodboldbaner, blandt andet en stor kunstgræsbane, her ligger også den lokale petanque-bane.[kilde mangler]  Svebølles eget hold hedder SBI (Svebølle bold og idrætsforening).[kilde mangler]
I Svebølle Centret findes blandt andet filial af SuperBrugsen samt en bager, et pizzeria, to frisører, en spillehal, et værtshus og et apoteksudsalg.
Fodboldklubben Svebølle Boldklub (tidligere Svebølle Boldklub og Idrætsforening) holder til i byen. 